# Willeskop
Willeskop est un hameau situé dans la commune néerlandaise de Montfoort, dans la province d'Utrecht.

## Histoire
Willeskop fut une commune indépendante jusqu'au 1er janvier 1989, date de son rattachement à la commune de Montfoort.